# Île Lyssov
L'île Lyssov est une île de la mer de Sibérie orientale faisant partie des îles Medveji.
Elle fait partie administrativement de la Yakoutie.

## Description
L'île est située dans la partie centrale de l'archipel, à 3,3 kilomètres au sud de l'île Leontiev et à 68 kilomètres du continent.
Elle a une forme allongée du sud au nord, mesurant 2,8 kilomètres de long et 1,2 kilomètres de large. Ses berges sont escarpées. La hauteur maximale de l'île est de 35 mètres. Dans la partie nord se trouvent deux petits lacs marécageux.

## Histoire
Elle a été nommée en l'honneur d'Ivan Lysov, l'un des trois géodésiens qui a dressé la première carte des îles Medveji en 1769.